# جيم كوربيت
جيم كوربيت (بالإنجليزية: Jim Corbett)‏ هو سياسي أمريكي، ولد في 26 سبتمبر 1924 في لوس أنجلوس في الولايات المتحدة، وتوفي في 30 يونيو 2007 في توسان في الولايات المتحدة. حزبياً، نشط في الحزب الديمقراطي. وقد انتخب عضو مجلس نواب أريزونا.